# 钝盖赤桉
钝盖赤桉（学名：[Eucalyptus camaldulensis var. obtusa] 错误：{{Lang}}：文本有斜体标记（帮助））为禾本科桉属下的一个变种。

## 扩展阅读
- 維基物種上的相關：钝盖赤桉